# Guodunjaure
Guodunjaure är en sjö i Arjeplogs kommun i Lappland och ingår i Piteälvens huvudavrinningsområde. Sjön har en area på 2,76 kvadratkilometer och ligger 451 meter över havet.

## Delavrinningsområde
Guodunjaure ingår i det delavrinningsområde (736865-159966) som SMHI kallar för Utloppet av Guodunjaure. Medelhöjden är 477 meter över havet och ytan är 20,7 kvadratkilometer. Räknas de 2 avrinningsområdena uppströms in blir den ackumulerade arean 46,45 kvadratkilometer. Vattendraget som avvattnar avrinningsområdet har biflödesordning 2, vilket innebär att vattnet flödar genom totalt 2 vattendrag innan det når havet efter 245 kilometer. Avrinningsområdet består mestadels av skog (82 procent). Avrinningsområdet har 3,59 kvadratkilometer vattenytor vilket ger det en sjöprocent på 17,3 procent.